# Tryggve Olavsson
Tryggve Olavsson var født mellem 925-935 død 963 i Bohuslen. Tryggve var søn af Olav Geirstadalv Haraldsson som var en af Harald Hårfagers sønner. Da hans far blev dræbt af Erik Blodøkse i 934, flygtede han til Oppland.
Etter Harald Hårfagers død i 940'erne var det meningen, at den ældste søn, Erik Blodøkse, som overkonge skulle have halvparten af kongsindtægterne over hele landet. Håkon var en anden af Harald Hårfagers sønner. Han var opfostret hos kong Adalstein af England og kom nu tilbage til Norge og sluttede forbund med Sigurd Ladejarl i Trøndelag. De ventede et opgør med Erik, men han viste sig ikke. Han forlod landet og vendte aldrig tilbage.
Håkon Haraldsson «Adelsteinsfostre» var nu enekonge eller i hvert fald den anerkendte rigskonge, men han fik næppe den magt, hans far havde haft. Hans egentlige rige var kystlandet fra Møre til Agder. I Trøndelag var han nok anerkendt som øverste herre, men her rådede først og fremset Sigurd Jarl. Nogen reel indflydelse på Opplandene havde han næppe. I Viken lod han brodersønnerne Tryggve Olavsson og Gudrød Bjørnssson sidde med styret. Der var brug for mænd med lokal autoritet , da danskerne gjorde gamle krav på Viken; Danmark var igen blevet forenet under én konge, som ventedes snart at begynde at vise tænder. Men foreløbig var Håkon og Tryggve i stand til at hævde deres herredømme helt til Götaelven.
I 952 udbrød kong Håkons krig mod Danmark. Tryggve var da i vesterviking i Irland og Skotland. Han kom hjem samme vinter og blev da overdraget kongedømmet i Viken med pligt til at forsvare landet mod ufred. Derefter herskede han uafhængigt i Viken. Men han rådede også i Østfold og på Raumarike. Erikssønnerne angreb ham, men måtte vige. Efter Håkons død i 961 herskede Tryggve fremdeles i Viken. I Vestfold herskede hans unge søskendebarn, Gudrød Bjørnsson, men Tryggve var overkonge og den, som styrede. I 962 indgik han forbund med Håkon Jarl.
Tryggve blev dræbt i sit rige i Båhuslen, enten af oprørske bønder eller af fætteren Gudrød Eiriksson, i 960'erne.
Han var gift med Astrid Eiriksdatter, som ifølge sagaen var datter af en stormand på Jæren, Eirik Bjodaskalle på Obrestad. Hun var med barn, da Tryggve blev dræbt, og Snorres fortælling begynder med en dramatisk beretning om, hvordan hun kun med nød og næppe bjærger sig og den lille Olav Tryggvason fra den onde dronning Gunnhild og hendes mænd, som var efter barnet for at dræbe det. Til sidst søgte Astrid mod øst i Gardarike, hvor hun havde en farbror, og her voksede Olav op, Norges kommende konge.